# De fyra motorerna för Europa
De fyra motorerna för Europa (på franska Les Quatre Moteurs pour l'Europe, italienska I Quattro Motori dell'Europa, katalanska Els Quatre Motors per a Europa, tyska Die Vier Motoren für Europa och på engelska The Four Motors for Europe) är ett regionalt samarbete mellan fyra högt industrialiserade områden i Europa, med syftet att öka det ekonomiska och sociala samarbetet och samverkan inom områden som vetenskap, forskning, utbildning, miljö och kultur. Samarbetsavtalet skrevs under i Stuttgart 1988 av regionerna Baden-Württemberg i Tyskland, Lombardiet i Italien, Katalonien i Spanien och Rhône-Alpes i Frankrike. Senare har också Wales, Flandern och Lillpolen fått en lösare koppling till gruppen som associerade regioner.
2016 gick Rhône-Alpes samman med regionen Auvergne varför samarbetet nu omfattar regionen Auvergne-Rhône-Alpes.

## Regionerna

Katalonien i Spanien
Auvergne-Rhône-Alpes i Frankrike
Baden-Württemberg i Tyskland
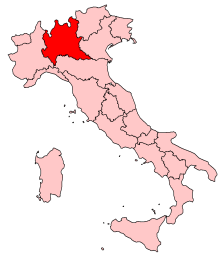
Lombardiet i Italien
De fyra motorerna på en Europakarta

## Källhänvisningar
1. ↑  Malmström, Cecilia: "Europas kött och blod". Alba.nu. nr. 2. Läst 8 september 2014.
2. ↑  "Background". Arkiverad 4 november 2014 hämtat från the Wayback Machine. 4motors.eu. Läst 8 september 2014. (engelska)
3. ↑  ”Auvergne-Rhône-Alpes”. www.4motors.eu. Arkiverad från originalet den 6 oktober 2018. https://web.archive.org/web/20181006235323/http://www.4motors.eu/auvergne-rhone-alpes-2/. Läst 6 oktober 2018.